# РК Будванска ривијера
Рукометни клуб Будванска ривијера, црногорски је рукометни клуб из Будве, који се такмичи у Првој лиги Црне Горе. Основан је 2006. године.
Двоструки је првак Црне Горе, четири пута је завршила на другом мјесту, док је једанпут освојила Купа Црне Горе и двапут била друга у том такмичењу.

## Успјеси
| Такмичење                | Такмичење                | Број                     | Година                                      |                          |                          |
| Национално првенство - 2 | Национално првенство - 2 | Национално првенство - 2 | Национално првенство - 2                    | Национално првенство - 2 | Национално првенство - 2 |
| ------------------------ | ------------------------ | ------------------------ | ------------------------------------------- | ------------------------ | ------------------------ |
| Првенство Црне Горе      | Првак                    | 2                        | 2015/16, 2021/22.                           |                          |                          |
| Првенство Црне Горе      | Други                    | 5                        | 2013/14, 2014/15, 2020/21, 2022/23, 2023/24 |                          |                          |
| Национални куп - 1       |                          |                          |                                             |                          |                          |
| Куп Црне Горе            | Побједник                | 1                        | 2022/23.                                    |                          |                          |
| Куп Црне Горе            | Финалиста                | 2                        | 2008/09, 2021/22.                           |                          |                          |

## Учешће у европским такмичењима
Будванска ривијера је три пута учествовала у европским такмичењима:
2009/10 - ЕХФ челенџ куп
2010/11 - ЕХФ челенџ куп
2016/17 - ЕХФ Лига Европе

### Утакмице
| Сезона   | Такмичење       | Коло          | Противник      | Резултат     |
| -------- | --------------- | ------------- | -------------- | ------------ |
| 2009/10. | ЕХФ челенџ куп  | Осмина финала | Сторд          | 20:24, 22:29 |
| 2010/11. | ЕХФ челенџ куп  | 1/32          | Рудар          | 24:34, 19:26 |
| 2016/17. | ЕХФ Лига Европе | 1 коло        | Филипос верија | 26:28, 24:30 |